# Dig Dug
Dig Dug (ディグダグ) est un jeu vidéo développé par Namco, sorti en 1982 sur borne d'arcade.
Dig Dug est un classique de l'âge d'or des jeux d'arcade. Il a été adapté sur Apple II, Atari 2600, Atari 5200, Atari 7800, ColecoVision, Commodore 64, Commodore VIC-20, Famicom, Famicom Disk System, Game Boy, IBM PC, Intellivision, MSX, TI-99/4A et en téléchargement sur Xbox 360 et sur Wii.

## Système de jeu
Le joueur incarne Dig Dug, habillé de blanc et bleu, et capable de creuser des tunnels (to dig veut dire creuser en anglais, dug étant la forme prétérit du verbe). L'objectif de Dig Dug est d'éliminer des monstres résidant dans le sous-sol. Le joueur utilise une pompe pour les faire gonfler jusqu'à ce qu'ils explosent. Il peut aussi leur faire tomber des rochers dessus pour les écraser. Il y a deux sortes d'ennemis : les Pookas sont des monstres rouges et ronds, inspirés par des tomates, portant des lunettes jaunes; les Fygars sont des dragons verts qui crachent du feu. Le héros meurt s'il se fait attraper par un monstre, brûler par un Fygar, ou écraser par un rocher.
Il faut quatre coups de pompe pour qu'un monstre explose. Si le monstre n'est pas gonflé totalement, il va se dégonfler et retrouver sa taille normale après quelques secondes. Le joueur peut aussi gonfler les ennemis à moitié pour être sûr que le monstre reste sous un rocher. Dig Dug peut aussi traverser un ennemi qui se dégonfle. Il faut aussi noter que le dernier ennemi présent sur l'écran essaie toujours de s'enfuir en haut à gauche, afin que le joueur ne puisse pas avoir le maximum de points à la fin du tableau.
Normalement, les monstres déambulent dans les tunnels creusés par Dig Dug, mais il se peut qu'ils se transforment en fantômes le temps de traverser lentement la terre entre deux tunnels.
Le joueur est gratifié de plus de points s'il tue un monstre dans le bas de l'écran. De même, tuer un Fygar à l'horizontale donne plus de points que verticalement, puisqu'il ne crache du feu qu'horizontalement. De plus, tuer un monstre à l'aide d'un rocher rapporte plus de points que le tuer en le gonflant. Cela peut donner 1000 points ou plus. Enfin, tuer plusieurs ennemis en même temps donne lieu à une combo, engendrant une somme importante de points. Si le joueur a fait tomber plus de deux rochers, des légumes (ou d'autres bonus, comme des drapeaux du jeu Galaxian) vont apparaitre au centre de l'écran. Si le joueur les atteint avant qu'ils ne disparaissent, il gagnera 1500, puis 2000 points. Ces bonus apparaissent même si les rochers ne touchent aucun ennemi. Le fait de creuser est aussi en soi une source de points, rapportant 10 points pour chaque case.
Si le joueur fait tomber un rocher sur un ennemi et qu'en même temps il le fait exploser, le jeu va bugger, et détruira tous les ennemis. Cependant, le niveau ne sera pas terminé pour autant. Le joueur a alors la possibilité de creuser à travers le niveau. Il faut faire tomber un autre roc pour finir le niveau.
Le nombre de niveaux effectués s'affiche par des fleurs dans le coin droit du haut de l'écran. Une grosse fleur vaut 10 niveaux. Plus le niveau est élevé, plus il va y avoir d'ennemis à affronter. Ces derniers bougent aussi de plus en plus rapidement. Le niveau se termine quand tous les monstres sont tués, ou que le dernier s'est enfui.
Dans la version arcade, le jeu se finit au niveau 256, car cet écran est injouable. En effet, au début du niveau, un Pooka est placé directement sur Dig Dug, ainsi ce dernier meurt instantanément au lancement du niveau 256. Il est impossible de tuer ce Pooka. C'est un exemple de kill screen.

## Accueil
Au Japon, Dig Dug est le deuxième jeu d'arcade le plus profitable de l'année 1982, derrière Pole Position, selon le magazine Game Machine.

## Portages

### Dig Dug Arrangement
En 1996, Namco commercialise le jeu original accompagné d'une version remaniée, Dig Dug Arrangement, sur borne d'arcade. Cette dernière implémente un mode deux joueurs en plus du mode solo du jeu original. Hormis les trois jeux Arrangement, cette version ne présente que peu de nouveautés. Les graphismes sont améliorés, et les niveaux sont différents. Il y a aussi de nouveaux éléments, comme des rocs géants, qui peuvent écraser plusieurs ennemis à la fois, et des objets power up. Cette version reste assez proche du jeu original.
Dig Dug Arrangement est réédité dans la version 128-bit de la compilation Namco Museum.

### Jeu pour téléphones mobiles
En 2005, Namco Networks lance une version de Dig Dug pour les téléphones mobiles, et les appareils Palm OS/Windows Mobile. Le jeu est quasiment le même que la version arcade (mêmes graphismes et contrôles), même si les niveaux de jeu proviennent de la version NES. À l'inverse de la version arcade, il n'y a pas de kill screen au niveau 256.

### Rééditions
Dig Dug est jouable dans de nombreuses compilations de la série des Namco Museum (Namco Museum Volume 3 sur PlayStation; Namco Museum sur Nintendo 64, Game Boy Advance, Dreamcast, Xbox, PlayStation 2 et Game Cube; Namco Museum: 50th Anniversary Arcade Collection sur Game Cube, PS2 et Game Boy Advance; Namco Vintage sur Xbox; Namco Museum: Battle Collection sur PSP; Namco Museum sur Nintendo Switch), ainsi que dans le deuxième opus de la série des Microsoft Arcade sur PC Windows, Microsoft Return of Arcade. La Nintendo DS a eu droit à un remake de ce jeu, Dig Dug: Digging Strike.
Il a également connu des rééditions sur la console virtuelle de la Wii, de la Nintendo 3DS et de la Wii U.

## Postérité
Dans Dig Dug II (1985), l'action est transposée à la surface d'une île représentée en vue de dessus : le joueur se débarrasse des ennemis en faisant s'effondrer des pans de terre dans l'océan. Le jeu a eu moins de succès en salle d'arcade. Dig Dug Deeper (deeper, « plus profond » en français) sur compatible PC reprend le concept original avec des graphismes en 3D; il a été développé par Creature Labs et édité par Infogrames en 2001. Dig Dug: Digging Strike (2005) sur Nintendo DS combine les mécaniques de Dig Dug et Dig Dug II. Le jeu original est également sorti en téléchargement sur Xbox 360 le 11 octobre 2006.
Le jeu est l'une des entrées de l'ouvrage Les 1001 jeux vidéo auxquels il faut avoir joué dans sa vie.
Dig Dug apparaît dans le film Les Mondes de Ralph.
Le nom Dig Dug est utilisé en tant que titre de l’épisode 5 de la saison 2 de la série Stranger Things.

## Record
Le record sur borne arcade est détenu par l'américain Donald Hayes, le 12 décembre 2003, avec un score de 4.388.520.